# Bigosy
Bigosy (742 m n.p.m.) lub Bigoska – szczyt w środkowej części Pasma Pewelskiego, znajdujący się w nim pomiędzy Bąkowem a Zawaliskami (bardzo blisko tego drugiego szczytu). W regionalizacji fizycznogeograficznej Polski według Jerzego Kondrackiego zaliczany jest do Beskidu Makowskiego, w nowszej regionalizacji z 2018 roku do Pasm Pewelsko-Krzeszowskich.
Nazwę Bigosy podają mapy Geoportalu bazujące na państwowym rejestrze nazw geograficznych. Według Aleksego Siemionowa jednak prawidłowa nazwa szczytu to Bigosówka, taką nazwę podawał bowiem już Andrzej Komoniecki (1658–1728), a pochodzi ona od znajdującego się na nim przysiółka Bigosy.
Zachodnie zbocze Bigosów należy do miejscowości Pewel Ślemieńska, natomiast wschodnie do miejscowości Pewel Wielka (obydwie w województwie śląskim, powiecie żywieckim). Oba zbocza opadają do dolin dwóch różnych potoków o nazwie Pewlica; południowo-wschodnie do Pewlicy Jeleśniańskiej, północno-zachodnie do Pewlicy Pewelskiej. Zbocze północno-zachodnie porasta las, ale na lotniczej mapie Geoportalu widać, że dużą jego część stanowiły pola uprawne, silnie już zarastające lasem. W większości bezleśny jest grzbiet południowo-wschodni, dzięki temu rozciąga się z niego panorama widokowa w tym kierunku. W górnej jego części jest osiedle Bigosy, od którego pochodzi nazwa szczytu.
Szlak turystyczny obchodzi wierzchołek Bigosów po zachodniej stronie. Pod lasem przy szlaku jest murowana kapliczka z figurkami Chrystusa i Matki Bożej.

## Szlak turystyczny
Jeleśnia – Janikowa Grapa – Beskid – Madeje – Garlejów Groń – Gracówka – Zawaliska – Bigosy – Bąków – Ubocz – Baków Groń. Czas przejścia: 2:30 h, ↓ 2:10 h

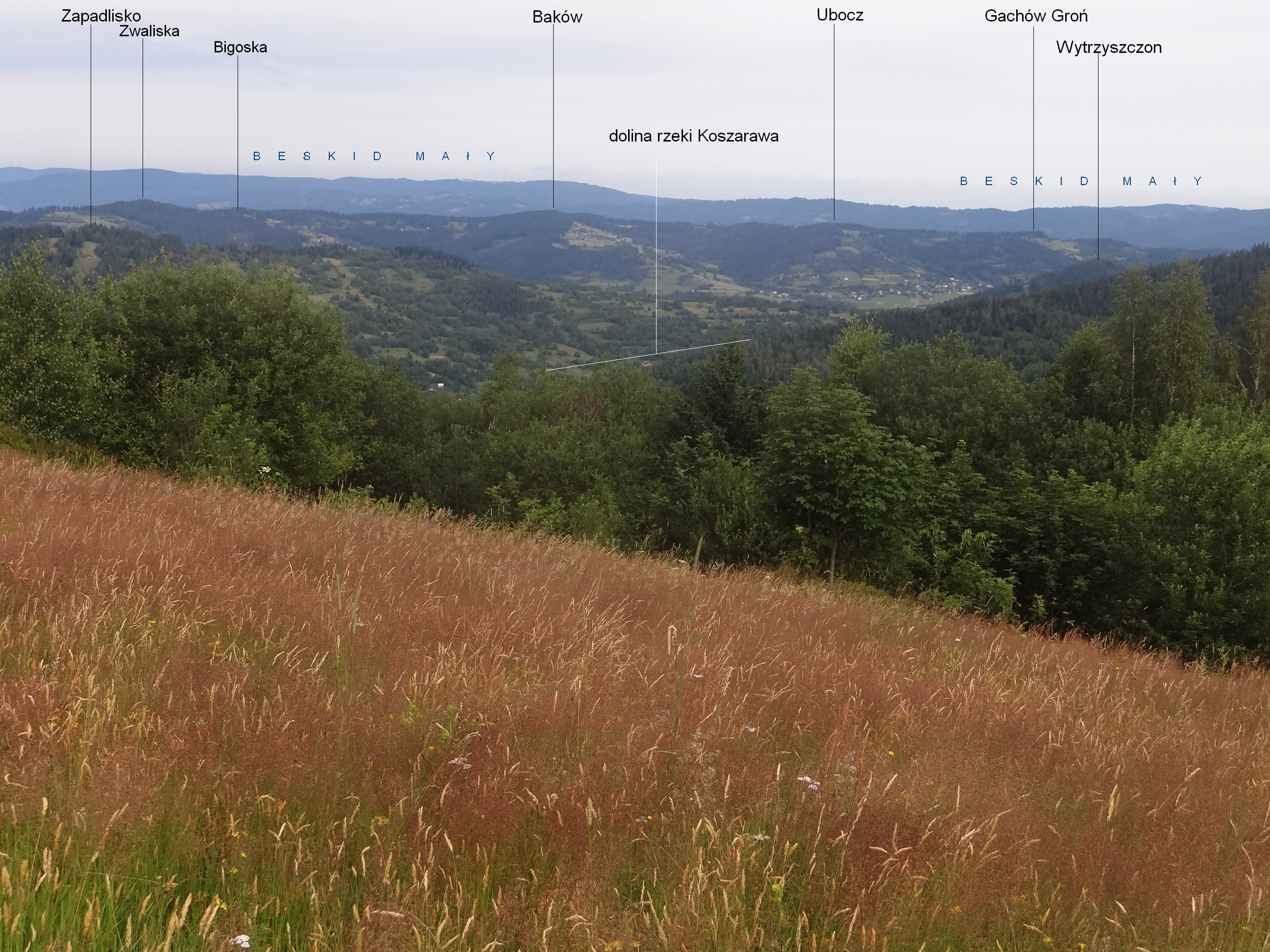
Widok z Kalikowego Gronia